# 馬路村 (島根県)
馬路村（まじむら）は、島根県邇摩郡にあった村。現在の大田市の一部にあたる。

## 地理
北西は日本海に面していた。
- 山：高山、城上山[1]

## 歴史
- 1891年（明治24年）4月1日[注釈 1]、明治村が二分割され、大字馬路が村制施行して邇摩郡馬路村が設立された[1][2]。
- 1954年（昭和29年）4月1日 - 邇摩郡仁万町、宅野村、大国村と合併し仁摩町を新設して廃止された[1][2]。

### 地名の由来
次のような諸説あり。
1. 八束水臣津野神が馬に乗り、馬路は此方かと問うたことによる。
2. 大国主が可美（うまし）所と言ったことから。
3. 久馬志路（神稲代の意）の略。

## 産業
漁業。耕地が少なく明治末期以降に沿岸漁業が衰退し、左官、大工として出稼ぎが急増した。

## 交通

### 鉄道
- 1818年（大正7年）- 国有鉄道山陰本線 馬路駅開設[1]